# 947 v.Chr.
Het jaar 947 v.Chr. is een jaartal volgens de christelijke jaartelling.

## Overleden
- Zhou Muwang, koning van de Zhou-dynastie van China